# 索尔维公馆
索尔维公馆（Hôtel Solvay）是一幢大型的新艺术运动城市住宅，由维克多·奥塔设计，位于布鲁塞尔路易斯大街（Avenue Louise）。该住宅由阿曼德·索尔维（Armand Solvay）托建，后者是阔绰的比利时化学家和实业家欧内斯特·索尔维（Ernest Solvay）之子。靠着这位阔绰的主顾，奥塔可以花重金于贵重的材料和昂贵的细部。奥塔设计了每一个细部；家具，地毯，灯具，餐具乃至门铃（见图片）。他使用昂贵的材料如大理石，縞瑪瑙（onyx），青铜，热带木材等等。在楼梯的装璜上，奥塔与比利时点彩画派（pointillist）油画家西奧·范·里斯爾伯格（Théo van Rysselberghe）进行了合作。
索尔维公馆及其绝大部分壮观的内容仍完好，这应归功于Wittamer家族。他们在1950年代取得该住宅，并竭尽所能保护并修复这个宏伟的住宅。该住宅仍然属私人财产，仅能通过预约并在极其严格的条件下方可参观。这座宏伟的建筑已被列入UNESCO世界遗产名录。

## 奖项
联合国教科文组织委员会于2000年将索尔维公馆（Hôtel Solvay）认定为世界遗产。
|  | 这四座主要的城镇房屋——塔塞尔公馆（Hôtel Tassel），索尔维公馆（Hôtel Solvay），范·艾特菲尔德公馆（Hôtel van Eetvelde），以及奥塔住宅与工作室（Maison & Atelier Horta）——位于布鲁塞尔由新艺术运动早期发起者之一的建筑师维克多·奥塔设计，是19世纪末建筑中最引人注目的先锋作品。这些以其开放的设计，光线的散播，装饰刻线与建筑结构极其出色的结合为特征的作品代表了风格上的革命。 |